# Проценко, Александр Иванович
Александр Иванович Проценко (11 [24] октября 1909, Котляревская, Кабардино-Балкарская АССР — 14 ноября 1987, Нальчик) — советский артист, балетмейстер. Заслуженный деятель искусств Таджикской ССР (1945), народный артист Кабардино-Балкарской АССР (1964). Сыграл важную роль в зарождении и становлении таджикской балетной школы.

## Биография
Окончил Московское хореографическое училище (педагоги Е. И. Долинская, С. В. Чудинов и Н. И. Тарасов). Член КПСС с 1945.
- 1930—1939 — работал в Большом театре.
- 1939—1951 — солист и главный балетмейстер Таджикского театра оперы и балета им. С. Айни
- 1951—1956 — главный балетмейстер Московской филармонии
- 1956—1958 — главный балетмейстер Кишинёвского театра,
- 1964—1972 — Музыкальный театр в Нальчике.

## Творчество
Поставлены балеты:
- В Театре им. Айни: «Тщетная предосторожность» (1943), «Бахчисарайский фонтан» (1945), «Лебединое озеро» (1947), «Золушка» (1949);
- В Кишинёвском театре — «Бахчисарайский фонтан» (1957) и «Тщетная предосторожность» (1958);
- В Музыкальном театре в Нальчике — «Лялюца» (1964, первый национальный балет), «Даханого», «Лебединое озеро», «Тщетная предосторожность», «Жизель», «Эсмеральда» (1969), «Золушка», «Барышня и хулиган» и др.